# التركيز على الأسرة
التركيز على الأسرة (بالإنجليزية: Focus on the Family) هي منظمة أميركية مسيحية محافظة تأسست في عام 1977 من قبل عالم النفس جيمس دوبسون والذي ينتمي إلى المذهب المسيحي الإنجيلي، ومقرها في كولورادو سبرينغس، كولورادو. المنظمة فعالة في تعزيز الجهود بين الفئات ذات الآراء المحافظة اجتماعيًا على السياسة العامة. منظمة التركيز على الأسرة هي واحدة من المنظمات الكنسيَّة الإنجيلية التي برزت على الساحة في سنوات 1980.
تعلن منظمة التركيز على الأسرة أن مهمتها «الرعاية والدفاع عن مؤسسة حرمات الله من الأسرة وتعزيز الحقائق الكتابية في جميع أنحاء العالم». وهي تشجع التثقيف الجنسي عن العفة وعدم ممارسة الجنس قبل الزواج فقط، والخلقية، والتبني من قبل المتزوجين، ومعارضة الزاوج المثلي الجنس. وتنادي في حق الصلاة في المدرسة، والأدوار التقليدية للجنسين، وتعارض كل الإجهاض، والطلاق، والقمار، وترفض حقوق المثليين وتبني الأطفال من قبل المثليين جنسيًا، كما وترفض الزواج من نفس الجنس؛ كما ترفض المنظمة كل من المواد الإباحية وممارسة الجنس قبل الزواج وتعاطي المخدرات.
تتعرض المنظمة من انتقادات من قبل بعض علماء النفس والأطباء النفسيين، إلى جانب بعض علماء الاجتماع وذلك لمحاولة المنظمة حسبهم تحريف أبحاثهم لتعزيز الأجندة السياسية الأصولية والأيديولوجية.
تشمل الأنشطة الترويجية الأساسية للمنظمة راديو والذي يبث برامجه بشكل يومي ورئيسه جيم دالي، بالإضافة إلى توفير موارد مجانية تركيز على وجهات نظر المنظمة حول الأسرة، وإصدار المجلات وأشرطة الفيديو، والتسجيلات الصوتية. وتنتج المنظمة أيضًا برامج للجماهير، مثل سلسة مسلسلات الأطفال مغامرات في أوديسي ومسرحيات دقيقة الأسرة.

## مواقع خارجية
- التركيز على الأسرة على موقع الموسوعة البريطانية (الإنجليزية)
- التركيز على الأسرة على موقع ميوزك برينز (الإنجليزية)
- Focus on the Family
- FOTF Programs via Streaming Audio
- FOTF Commentary info on ABC Radio
- Focus on the Family New Zealand
- Boundless Webzine
- Day of Dialogue